# Barbus grypus
Barbus grypus és una espècie de peix cipriniforme de la família dels ciprínids que es troba a la conca dels rius Tigris i Eufrates.